# 悠遊聯名卡
悠遊聯名卡，是附加悠遊卡普通卡功能的信用卡，部分卡片還提供「悠遊錢包」功能。悠遊聯名卡中的悠遊卡與悠遊錢包採不同感應區段，皆可自動加值。
發行初期，因受限於財政部規定，悠遊卡內的金額只能使用於「交通」領域，故第一期四家發卡銀行另提供「悠遊錢包」功能，做為小額消費電子錢包使用。爾後，財政部開放悠遊卡成為「多用途支付工具」（即悠遊卡也可用在非交通領域小額付款），在2010年4月1日小額消費服務正式上路的同時，第一期四家發卡銀行停止悠遊錢包的自動加值功能，新發行的悠遊聯名卡也不再附加容易讓持卡人搞混的「悠遊錢包」，可單純使用悠遊卡功能支付小額付費，如超商、書局等。
悠遊聯名卡不定期提供各種優惠的措施，也可享現金或紅利回饋。但目前自動加值的紅利點數回饋有減少的趨向（原4家銀行的悠遊聯名卡剛上路時，對悠遊聯名卡的悠遊卡功能和悠遊錢包自動加值，紅利點數都以2倍計算，但各銀行已經陸續取消紅利加倍的優惠）。
目前“已經開啟自動加值功能的悠遊聯名卡”可直接刷卡進站搭乘台灣高鐵自由座。

## 各階段發展

### 第一期
第一期發卡銀行計台新銀行、中國信託、國泰世華銀行及台北富邦銀行四家，即悠遊卡公司原始金融股東。最初與悠遊卡公司的合約內，明定三年內（2008年底以前）各銀行須發行55萬張卡，每張支付新台幣500元權利金；若合約到期仍未達到發卡55萬張者，每張需繳交新台幣500元罰金。2008年8月，中國信託發出57萬張，國泰世華發出55萬張，台北富邦及台新則各發出52萬張。2009年初，發卡量達230萬張。

### 第二期
由於權利金過高，第二期悠遊聯名卡權利金降為每張新台幣200元。除原有四家合作銀行外，新增華南銀行、第一銀行、兆豐銀行、玉山銀行等四家，共達八家銀行。新一期的悠遊聯名卡不限於信用卡，亦可結合金融卡，以及提供悠遊卡與原有金融卡帳戶連結的自動加值功能，連結後則成為記名卡。對於不易申請到信用卡的學生族群，受惠較大。2011年8月，發卡量達420萬張。

### 第三期
2011年11月23日，悠遊卡公司宣布悠遊聯名卡第三期合作銀行，新增永豐銀行、凱基銀行、聯邦銀行、上海商銀、合作金庫、彰化銀行、臺灣企銀七家行庫，2012年7月推出。在第三期合約中，發卡行也須同意發行悠遊金融卡，每發行一張悠遊金融卡，僅需支付50元權利金給悠遊卡公司，低於悠遊聯名卡權利金。總計15家銀行擁有發行權。
悠遊聯名卡內部已經採用RFID技術，因此各銀行在發行信用卡時均一併附加信用卡的感應交易功能，如VISA信用卡的Visa payWave、MasterCard的PayPass、JCB卡的J/Speedy。悠遊聯名卡亦可與原有的聯名卡結合，成為三方聯名卡。

### 第四期
2015年7月，悠遊卡公司宣布悠遊聯名卡，新增台中銀行、新光銀行、遠東商銀共三家銀行.

### 第五期
2017年4月，悠遊卡公司宣布悠遊聯名卡，新增花旗(臺灣)銀行一家銀行,也是悠遊卡公司首次與外商銀行發行聯名卡.

## 腳注
1. 1 2  台灣高速鐵路僅接受已經開啟自動加值功能的悠遊聯名卡直接刷卡進站搭乘“自由座（特定車廂的非對號座）”，而其他不具備自動加值的悠遊卡不被接受。參見 
. 悠遊卡股份有限公司.   [2012-04-26]. （原始内容存档于2012年4月18日）. 自100年12月15日……適用已經開啟自動加值功能的悠遊聯名卡，直接刷卡進站搭乘高鐵自由座，票種僅有普通票；另有關未滿12歲、65歲以上、身心障礙者與必要之陪伴者一人等符合相關法規者，得購買優待票旅客請另行購票，勿以感應悠遊聯名卡方式進站搭乘

## 外部連結
- 悠遊聯名信用卡(悠遊Credit Card)
- 悠遊聯名金融提款卡(悠遊Debit Card)
- 悠遊聯名卡擴大合作，15家銀行加入三期發卡（繁體中文）

新聞資料
- 四銀行聯名卡 悠遊錢包停止加值